# Sausheim
Sausheim – miejscowość i gmina we Francji, w regionie Grand Est, w departamencie Górny Ren.
Według danych na rok 1990 gminę zamieszkiwało 4748 osób, a gęstość zaludnienia wynosiła 281 osób/km² (wśród 903 gmin Alzacji Sausheim plasuje się na 46. miejscu pod względem liczby ludności, natomiast pod względem powierzchni na miejscu 106.).